# 库木库里湖
库木库里湖也称库木库勒、大九坝湖，是一个位于中国新疆维吾尔自治区巴音郭楞蒙古族自治州若羌县的咸水湖，面积约为26.59平方千米，属于蒙新高原区。它的一级流域为内流区诸河，二级流域为可可西里及库木库里内流区。
库木库里湖位于若羌县祁曼塔格乡南部库木库里沙漠中，是克其克库木库勒湖的下游湖泊。湖面海拔4100米，湖泊呈东南至西北向的长条状，长14.9千米，最大宽2.5千米，最大水深5米，水域面积25平方千米，贮水量约7500万立方米。